# جونکوسا
جونکوسا (به اسپانیایی: Juncosa) یک منطقهٔ مسکونی در اسپانیا است که در گاریگوس واقع شده‌است. جونکوسا ۷۶٫۵ کیلومتر مربع مساحت دارد ۵۷۵ متر بالاتر از سطح دریا واقع شده‌است.